# Терехов, Иван Иванович
Иван Иванович Терехов (17 июня 1946, Баден, Австрия) — советский футболист, выступавший на позиции защитника. Сыграл 3 матча в высшей лиге СССР.

## Биография
В начале своей карьеры играл в подмосковных командах, выступавших в соревнованиях коллективов физкультуры или в классе «Б», в том числе в «Зорком» из Красногорска, раменском «Сатурне», люберецком «Торпедо». В 1970 году перешёл в «Сибиряк» из Братска, где выступал следующие четыре года.
В 1974 году, в 28-летнем возрасте перешёл в московское «Динамо». Дебютный матч за команду сыграл 15 июня 1974 года в рамках Кубка СССР против тбилисского «Динамо», выйдя на замену на 40-й минуте вместо Владимира Басалаева. 19 августа 1974 года дебютировал в матче высшей лиги против «Пахтакора». Всего в высшей лиге сыграл три матча, все — в сезоне 1974 года, а также 35 матчей в первенстве дублёров. Летом 1975 года покинул команду.
Во второй половине сезона-1975 выступал за вологодское «Динамо», а затем вернулся в Братск. В 1979 году играл за клуб «Угольщик» (Экибастуз), дебютировавший в соревнованиях команд мастеров. В конце карьеры снова играл за клубы Подмосковья. В 1980 году в составе «Зоркого» стал победителем Кубка ВЦСПС. Завершил спортивную карьеру в возрасте 38 лет.
После окончания карьеры работал детским тренером в Красногорске.